# A.Dd+
A.Dd+ là một bộ đôi hip hop người Mỹ đến từ Dallas được thành lập bởi Dionte "Slim Gravy" Rembert và Arrias "Paris Pershun" Walls. Sau khi phát hành album đầu tiên của họ vào năm 2011, họ đã được vinh danh là "Best Hip-Hop Act" trong hai năm liên tiếp bởi Dallas Observer Music Awards. Họ đã thực hiện ba chuyến lưu diễn lớn: Red Bull Texas Skooled Tour, Black Milk Claps & Slaps Tour và Talib Kweli Prisoner of Conscious Tour. Nhóm tan rã vào tháng 1 năm 2016.

## Danh sách đĩa nhạc
- Power Of The Tongue (2009)
- When Pigs Fly (2011)
- DiveHiFlyLo (2012)
- DiveHiFlyLo: Every Man Is King (2013)
- NAWF EP (2014)
- NAWF AMERICA (2016)